# Евроконтрол
Евроконтрол (съкратено от Европейска организация за безопасност на въздухоплаването) е организация, създадена с Конвенцията за сътрудничество за безопасност на въздухоплаването от 13 декември 1960 г.

## Основна дейност
Евроконтрол е гражданска организация и има за основна цел да развива, координира и планира общо-европейска стратегия за Управление на въздушното движение в краткосрочен, средносрочен и дългосрочен план. За тази цел Евроконтрол обединява усилията на държавните институции, националните регулаторни органи в областта на управление на въздушното движение, доставчиците на аеронавигационно обслужване, гражданските и военните ползватели на въздушното пространство, летищата, професионалните организации и съответните европейски институции, обучението на ръководители на полети и събирането на аеро-навигационни такси. ЕВРОКОНТРОЛ координира въвеждането на законодателния пакет Единно европейско небе (ЕЕН) чрез разработването и изпълнението на Европейски план за обединяване и внедряване на системите за Управление на въздушното движение (УВД) в Европа ESSIP, на базата, на който се разработват националните планове на отделните страни LSSIP. Тези планове определят конкретните задачи, които стоят пред страните за развитие и усъвършенстване на всяка една отделна национална система за УВД и са средството за повишаване капацитета на европейската система за УВД. Като орган, назначен от Европейската комисия, ЕВРОКОНТРОЛ следи за изпълнението на схемата за ефективност в четири ключови области: безопасност, капацитет, околна среда и разходна ефективност, както и за мрежовото управление на въздушното движение в Европа.
Главната квартира на организацията се намира в Брюксел, Белгия. Организацията има експериментален център близо до Париж, Франция институт за навигационно обслужване в Люксембург и център за ръководство на въздушното дживение в Маастрихт, Холандия.

## Център за ръководство на въздушното движение Маастрихт
Центърът за ръководство на въздушното движение в Маастрихт, намиращ се на летище Маастрихт-Аахен, осигурява ръководство на въздушния трафик на височина над 7500 метра над морското равнище, над териториите на Белгия, Люксембург, Холандия и северозападна Германия. Това е най-натовареният център в Европа, що се отнася до полети на тази височина, обслужвайки над 5000 полета на ден.

## България и Евроконтрол
Република България е член на ЕВРОКОНТРОЛ от 1 юни 1997 г. Тя се присъединява към конвенцията за сътрудничество за безопасност на въздухоплаването със закон за ратифицирането ѝ, приет от XXXVII народно събрание на 30 януари 1997 г. Със същия закон е ратифицирано и Международното споразумение за пътните такси. Република България ратифицира ревизираната конвенция на ЕВРОКОНТРОЛ чрез ратифициране на протокола, консолидиращ текстовете на конвенцията (ревизирана конвенция), приет от XXXVIII народно събрание на 21 март 2001 г.

## Страни членки
Към 2023 г. Евроконтрол включва следните 41 държави: Албания, Армения, Австрия, Белгия, Босна и Херцеговина, България, Великобритания, Германия, Грузия, Гърция, Дания, Естония, Ирландия, Италия, Испания, Кипър, Латвия, Литва, Люксембург, Северна Македония, Малта, Молдавия, Монако, Норвегия, Полша, Португалия, Румъния, Словения, Словакия, Сърбия, Турция, Украйна, Унгария, Финландия, Франция, Холандия, Хърватско, Черна Гора, Чехия, Швейцария и Швеция. Освен това организацията е подписала всеобхватно споразумение за сътрудничество с Мароко и Израел.